# Bababé
Bababé est une ville de Mauritanie, chef-lieu du département de Bababé situé dans la région de Brakna.

## Géographie
Bababé ou Bababé Loti est une vieille ville du sud de la Mauritanie située dans la région de Brakna à 45 kilomètres de Boghé et 55 km de Kaédi, sur la rive nord du fleuve Sénégal
Bababé est entourée d'autres villes dont les plus proches sont Dioude Diéri à 3,1 km, Wane Wane à 3,72 km, Wouro dialaw à 4,34 km, Abari à 5,01 km, Vinde Aboidi à 6,27 km, Abdallah Diéry à 7,49 km, Kadiel Abou à 7,82 km, Diammel Vidim à 8,09 km, Vendou Diabi à 8,13 km, Haire Golere à 9,06 km.
C'est une ville du Fouta Toro réputée comme étant une ville culturelle et très religieuse.
Sa population est en majorité peulh (85% environ). À partir des années 1970, les Maures et les Haratines se sont installés à proximité de la ville. Depuis le retour des rapatriés du Sénégal, on compte trois cités de 240 habitants environ.

## Administration
L'actuel[Quand ?] maire UPR est élu depuis décembre 2006 et a été réélu le 23 novembre 2013, au premier tour, avec 56,4 % face à cinq autres listes (AJD, UDD, Tawassoul, APP, et El Wiam) pour un mandat de cinq ans.
- Ba Amadou dit Doudou Ba (11 ans)
- Sall Amadou Abou dit Boubou (8 ans)

@ BA Abdoulaye Mamadou dit BLé est maire depuis 19 ans , il a été élu pour la première fois en  décembre 2006
Il a été réelu pour un quatrieme mandat de 5 ans en juin 2023
.

## Culture
On compte plusieurs ONG pour le développement (ODB, FP, DSB, Fedde Wouro, etc.) et plusieurs associations et coopératives féminines très actives dans la lutte contre la précarité.
Sur le plan religieux on compte:
- la Dahira de Thierno N Diaye BA le Grand Marabout de Bababe,
- la fayda Niassene de cheikh Mohamed Aly Ba dit Thierno Boubou BA,
- la Dhahira Gounass de cheikh Mamadou Saidou BA.